# Андрейчук, Дэйв
Дэвид Джон (Дэйв) Андрейчу́к (англ. David John Andreychuk; род. 29 сентября 1963, Гамильтон, Онтарио) — профессиональный канадский хоккеист, левый нападающий.

## Карьера
Был выбран на драфте 1982 года клубом «Баффало Сейбрз», в котором прошли его первые 11 сезонов. Попаданием в состав «Баффало» Дэйв обязан Скотти Боумэну, который в начале 80-х омолаживал состав команды.
В январе 1990 года принял участие в суперсерии встреч с советскими командами, в игре Баффало с Динамо (Москва) отметился голом.
В феврале 1993 года вместе с Дерреном Пуппой был обменян в «Торонто Мейпл Лифс», где отыграл три с половиной сезона. Затем на такой же срок отправился в «Нью-Джерси Девилз», за которых сыграл в плей-офф всего 11 игр.
За 3 года с 1999 по 2001 в карьере игрока сменилось 4 команды, он выступал за «Бостон Брюинз», «Колорадо Эвеланш», затем снова за «Баффало». В 2001 он пришёл в «Тампа-Бэй Лайтнинг», где на следующий год стал капитаном.
В сезоне 2003-04 Андрейчук в 19-й раз за свою карьеру преодолел отметку в 20 голов за один регулярный чемпионат. По этому показателю он делит третье-пятое место в истории НХЛ с Бренданом Шэнахэном и Яромиром Ягром. Выше стоят лишь Горди Хоу (22 сезона) и Рон Фрэнсис (20 сезонов). В том же сезоне он привёл «Тампу» к первому в её истории Кубку Стэнли. При этом Андрейчук стал старейшим дебютантом финала Кубка Стэнли, свой первый матч в финале он провёл 25 мая 2004 в возрасте 40 лет и 7 месяцев.
После пропуска локаутного сезона 2004/05 Андрейчук вернулся в «Тампу». Его эффективность упала, и 11 июня 2006 года он был выставлен на «драфт отказов». После того как ни одна из 29 команд не взяла на себя контрактные обязательства игрока, руководство «Тампы» предложило обсудить трудоустройство бывшего капитана в системе клуба. На этом закончилась его хоккейная карьера, продолжавшаяся 23 сезона.

## Достижения
- В чемпионатах НХЛ — 1639 матчей (10-е место в истории), 640 голов (15-е место в истории)
- Был рекордсменом НХЛ по числу голов забитых в большинстве (274), пока 31 декабря 2021 г. рекорд не был побит Овечкиным (275).
- В турнирах Кубка Стэнли — 163 матча, 43 гола. Обладатель кубка Стэнли 2004.
- Принимал участие в матчах всех звёзд НХЛ в 1990 и 1994 годов.
- Бронзовый призёр ЧМ 1986 (10 матчей, 3 гола).

## Статистика
| Легенда | Легенда                    | Легенда | Легенда                   | Легенда | Легенда    |
| ------- | -------------------------- | ------- | ------------------------- | ------- | ---------- |
| И       | Количество проведённых игр | Штр     | Штрафное время            | +/−     | Плюс-минус |
| Г       | Голы                       | П       | Голевые передачи          | О       | Очки       |
| -       | Статистика неизвестна      | —       | Статистика не учитывалась |         |            |